# 마키노 야스나리 (1555년)

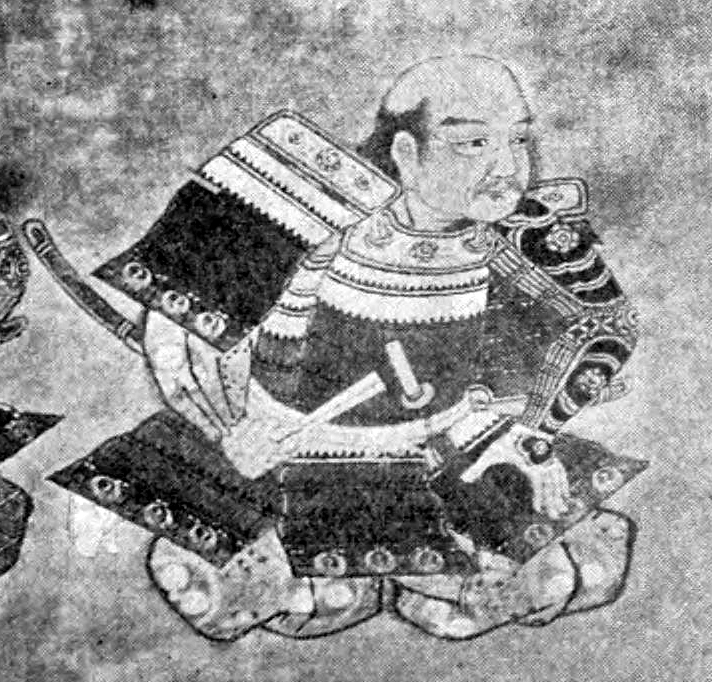
마키노 야스나리

마키노 야스나리(일본어: 牧野康成, 1555년 ~ 1609년 1월 6일)는 센고쿠 시대부터 에도 시대 초기까지의 무장, 다이묘이다. 도쿠가와씨의 가신으로, 미카와 우시쿠보 성주, 고즈케 오고 번의 초대 번주를 지냈다. 관위는 종5위하, 우마노조.

## 같이 보기
- 스와하라 성

|  | 제1대 오고 번 번주 (미카와 마키노가) 1604년 ~ 1610년 | 후임 마키노 다다나리 |